# Dubska
Dubska – polski zespół grający muzykę reggae.
Zespół powstał w 1999 roku w Bydgoszczy. Początkowo swój materiał wydawali sami pod szyldem Madżonga Records. W takiej formie ukazała się płyta demo z 2000 roku oraz dwa zapisy koncertów w bydgoskich klubach: Sanatorium i Mózg. Na festiwalu w Ostródzie otrzymali nagrodę w kategorii "najlepsza sekcja rytmiczna". W 2005 r. wydali pierwszą oficjalną płyty pt. "Dubska", która ukazała się nakładem Mami Records. Płyta zawierała 13 piosenek, z których największą popularność zdobyły utwory: "Raj", "Subway", "Wiatr" czy "Reggae music".
Rok 2006 to płyta "Avokado", na której znajdowało się 11 utworów utrzymanych w stylistyce reggae, Dub.  Płyta została bardzo dobrze odebrana i była grana przez wiele stacji radiowych. Szczególnie radiowcom do gustu przypadło tytułowe "Avokado", które nie schodziło z prestiżowej listy przebojów Trójki.
Latem 2007 roku nawiązali współpracę z Gerbertem Moralesem, zwanym ojcem rosyjskiego reggae, założycielem i liderem kultowej rosyjskiej grupy Jah Division. Wspólny projekt nosił nazwę "Dubska Division". Album to 2-płytowy digipack, który zawiera CD z pieśniami Gerberta Moralesa w nowych aranżacjach oraz DVD z filmem dokumentalnym, który opisuje historię wspólnego muzykowania (reż. Lech Wilczaszek - Aimart).
Również w 2008 ukazała się pierwsza siódemka. Na jeden stronie Dubska z utworem "Kumple", a na drugiej Cała Góra Barwinków i "To ostatnia niedziela".
Po czterech latach, od wydania "Avokado", ukazała się kolejna ich płyta pt. "Loko-Loko". Na płycie obok reggae i ska, usłyszeć można echa soulu, muzyki latynoskiej, akustyczne ballady czy nawet oldschoolowe disco. Nagraniami i miksem zajął się Jarosław Hejmann. Płyta ukazała się w lipcu 2010 r. nakładem Offside Records.
Z nowymi studyjnymi nagraniami zespół powrócił w 2013 roku. "Love & Culture" to minialbum z interpretacjami piosenek światowych mistrzów harmonii i melodii. Prym wiodą piosenki o tematyce miłosnej. Na płycie znalazły się dwa utwory amerykańskiego duetu Everly Brothers (All I Have To Do Is Dream, Crying In The Rain) mającego rewolucyjny wpływ na rozwój rock and rolla, piosenkę Take It Easy ojca stylu rocksteady – Hopetona Lewisa, lovesong króla reggae Boba Marleya (How Many Times) oraz uliczną opowieść kultowej jamajskiej grupy Black Uhuru (Living In The City).
27 maja 2016 roku do sklepów trafił ich najnowszy album zatytułowany „Ulicami”. Muzycy zaprosili do współpracy Aleksandra "Mothashippa" Molaka Nowe piosenki, inspirowane własnymi doświadczeniami oraz historiami napotkanych na ulicach osób, po spotkaniu z Mothashippem zamieniły się w nowoczesną produkcję, a zespół Dubska otworzył się nowe muzyczne przestrzenie. "Ulicami" to album zatopiony w kulturze miejskiej. Słychać tutaj już nie tylko wyraźną inspirację muzyką reggae, ale również hip-hopem, soulem i muzyką klubową. Brzmienia akustyczne przenikają się z syntetycznymi a chwytliwe, popowe melodie z uliczną zadziornością.

## Skład
- Dymitr Czabański – wokal, gitara
- Diana Rusinek – wokal wspierający
- Jarosław  Hejmann – perkusja
- Marcin Grzybowski – gitara, wokal wspierający
- Artur Małecki – gitara basowa
- Tomasz Bartz – instrumenty klawiszowe
- Marek Szczepański – trąbka
- Krzysztof Błaszczak – puzon

## Dyskografia
- Dubska (2005, mami Records)
- Avokado (2006, mami Records)
- Dubska Division (2008 wspólnie z Gerą Moralesem)
- Loko-Loko (2010, Offside Records)
- Love & Culture (2013, Offside Records)
- Ulicami (2016, Polskie Radio S.A.)
- Bajki i Legendy (2018, Zima Records)
- BDG Roots Rockers (2021, Zima Records)